# Juan Carlos Heredia (padre)
Juan Carlos Heredia (nacido en la ciudad de Córdoba el 27 de abril de 1922) fue un futbolista argentino. Se desempeñaba como delantero y fue padre del también futbolista "Milonguita" Heredia.

## Carrera

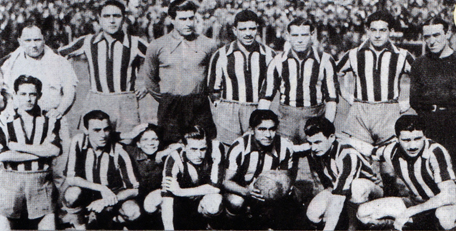
Rosario Central 1940. Parados: Justo Lescano, Pedro Aráiz, Ignacio Díaz, Alfredo Fógel, Armando Ríos; hincados: Juan Carlos Heredia (p), Salvador Laporta, Harry Hayes (h), Ricardo Cisterna, Aníbal Maffei, Humberto Coloccini.

Milonga Heredia jugaba como wing derecho; hizo su debut siendo muy joven, vistiendo la camiseta de Talleres en 1939. Se destacó por sus actuaciones y fue parte importante en la obtención de la Liga Cordobesa de ese año.

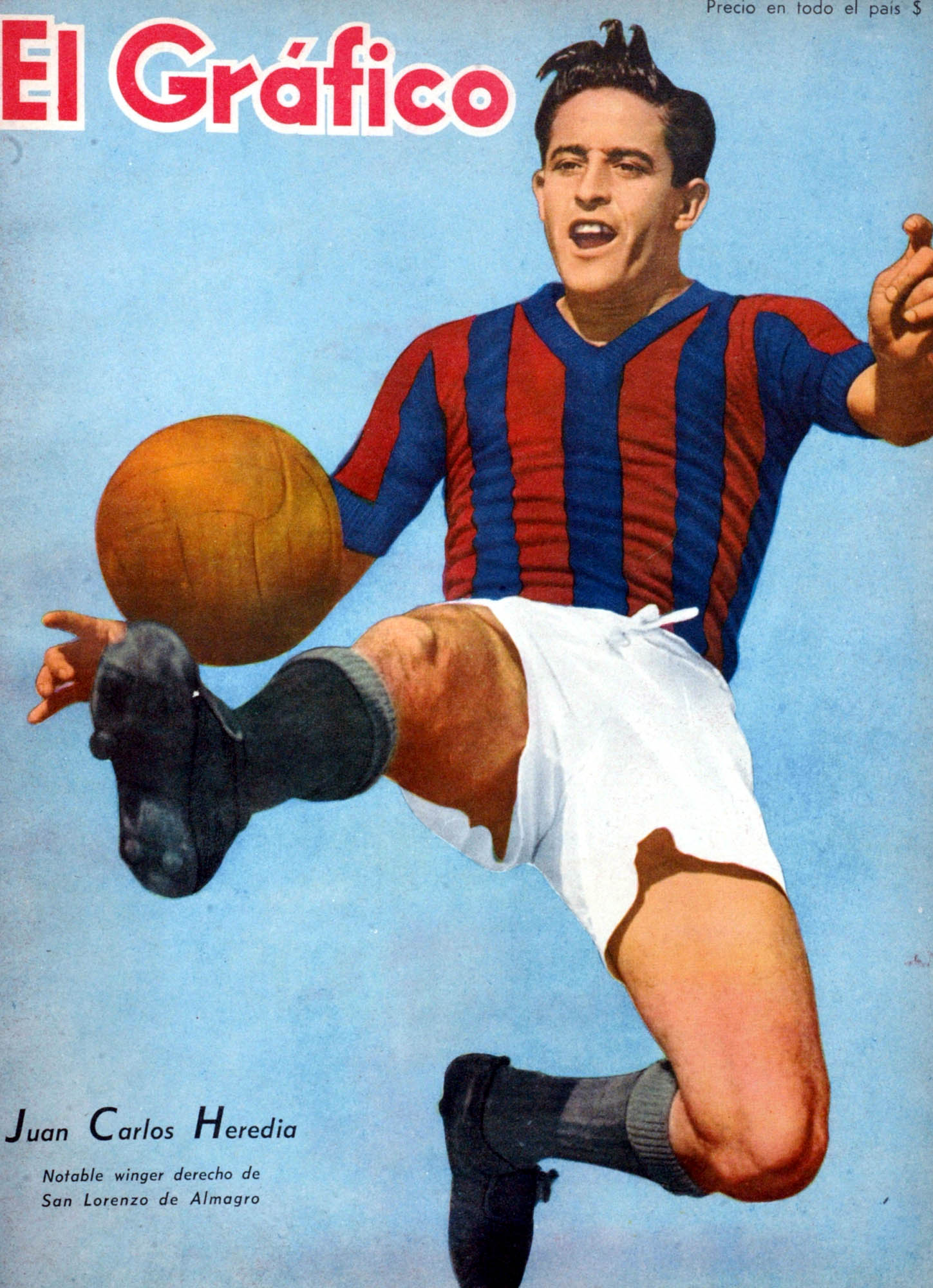
Heredia con la camiseta de San Lorenzo de Almagro, 1943

Fue incorporado por Rosario Central en 1940, para disputar el torneo de Primera División. Disputó 25 de los 34 partidos de su equipo, marcando 4 goles. Uno de ellos fue en el clásico rosarino acontecido el 14 de julio en el Parque, y que finalizó con victoria centralista 3-1, en el que fue el primer triunfo en este clásico desde la incorporación de los rosarinos a Primera de AFA (los dos partidos por el Campeonato de 1939 habían sido empate). Tuvo además ese año su primera convocatoria a la Selección Nacional.
En el Campeonato de 1941 estuvo presente en todos los encuentros de su club, pero la campaña fue mala y Central descendió. Siguió en el plantel canalla y en 1942 se coronó en el Campeonato de Segunda División, obteniendo además el retorno a la máxima categoría.
San Lorenzo de Almagro se hizo de sus servicios para 1943; luego de dos temporadas en el Ciclón, retornó a su Córdoba natal, vistiendo la camiseta de Universitario durante varios años.
En 1951 fue contratado por Always Ready de Bolivia. Ese año el club albirrojo boliviano salió campeón nacional y "Milonga" fue una de sus figuras más relevantes.

## Clubes
| Club                     | País      | Año       |
| ------------------------ | --------- | --------- |
| Talleres                 | Argentina | 1939      |
| Rosario Central          | Argentina | 1940-1942 |
| San Lorenzo de Almagro   | Argentina | 1943-1944 |
| Universitario de Córdoba | Argentina | 1945-1950 |
| Always Ready             | Bolivia   | 1951-1954 |

## Selección nacional
Su debut fue en la Copa Héctor Gómez de 1940, ante Uruguay por la Copa Héctor Gómez. Luego disputó el Sudamericano 1942, logrando el subcampeonato. Anotó un gol ante Perú el 25 de enero (victoria 3-1).

### Participaciones en la Copa América
| Copa                         | Sede    | Resultado  | PJ | Goles |
| ---------------------------- | ------- | ---------- | -- | ----- |
| Campeonato Sudamericano 1942 | Uruguay | Subcampeón | 5  | 1     |

### Detalle de partidos en la Selección
| Torneo            | Fecha      | Rival   | Resultado |
| ----------------- | ---------- | ------- | --------- |
| Copa Héctor Gómez | 18-07-1940 | Uruguay | 0-3       |
| Sudamericano      | 17-01-1942 | Brasil  | 2-1       |
| Sudamericano      | 22-01-1942 | Ecuador | 12-0      |
| Sudamericano      | 25-01-1942 | Perú    | 3-1       |
| Sudamericano      | 31-01-1942 | Chile   | 0-0       |
| Sudamericano      | 07-02-1942 | Uruguay | 0-1       |

## Palmarés

### Torneos nacionales
| Equipo          | País      | Título           | Año  |
| --------------- | --------- | ---------------- | ---- |
| Rosario Central | Argentina | Segunda División | 1942 |

### Torneos regionales
| Equipo   | País      | Título         | Año  |
| -------- | --------- | -------------- | ---- |
| Talleres | Argentina | Liga Cordobesa | 1939 |